# Lillåtjärnen, Ångermanland
Lillåtjärnen är en sjö i Härnösands kommun i Ångermanland och ingår i Gådeåns huvudavrinningsområde.